# にいがたレンタサイクル
にいがたレンタサイクルは、新潟市の市民団体が、市と協力して運営する非営利・有人の都市型レンタサイクル事業である。

## 事業概要
- 名称：にいがたレンタサイクル
- 運営主体：にいがたレンタサイクル研究会

（構成者：古町六番町商店街振興組合、万代シテイ商店街振興組合、NPO法人堀割再生まちづくり新潟、他）　
- 利用日：通年

事業としては365日行っているが、悪天候や業務委託先が休みの日には利用できない場合がある。
- 運用自転車台数：164台
- ステーション数（会員登録と自転車の貸し出し返却）：20カ所
- 会員登録専用窓口：5カ所
- 専用駐輪場：2カ所

（2007年12月4日現在）

## 沿革
信濃川を挟んで位置する新潟市の中心商店街、古町エリアと万代シテイ・新潟駅エリアの回遊性を高めるため、古町6番町や万代シテイの商店街振興組合などからなる研究会が主体となり、2002年（平成14年）4月27日に社会実験としてスタート。市が回収した整備済みの放置自転車100台が活用され、貸出・返却窓口は8箇所設けられた。料金は3時間100円と低廉で、貸出・返却場所が異なっても良い仕組みであった。
その後2003年4月に本格運用を開始した。
料金は長らく3時間100円のままであったが、2019年8月より6時間300円に改定された。

## その他
- 新潟スタジアム（デンカビッグスワンスタジアム）でのサッカー試合開催日には、全車貸し出し状態となる場合がある。
- 水上バス「信濃川ウォーターシャトル」では、運賃プラス100円でにいがたレンタサイクルの自転車を乗せることができる[4]（通常の自転車は200円）
- 放置自転車を活用したレンタサイクルの取組みは、江南区のJR亀田駅など市内各地でも行われている。
- 市内では、スポーツ自転車を使ったレンタサイクル「スマートクルーズ」の取組みも行われていた[5]。